# Willi Gerns

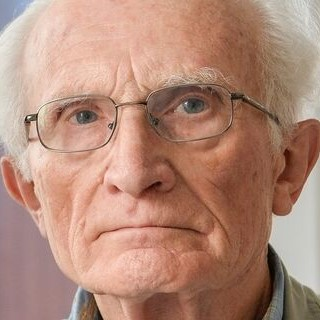
Willi Gerns

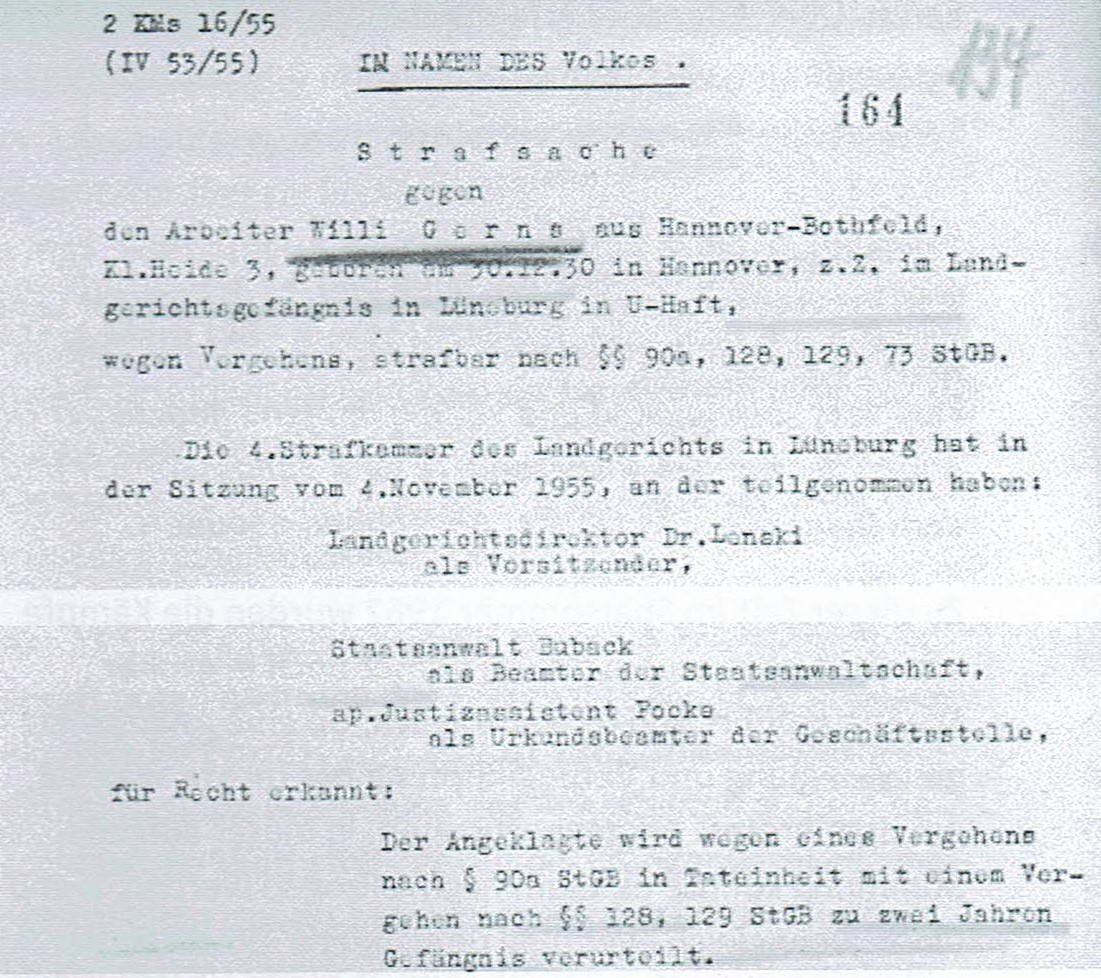
Urteil des Landgerichtes Lüneburg vom 4. November 1955 (Auszug)

Willi Gerns (* 13. Dezember 1930 in Hannover; † 25. Januar 2021 in Bremen) war ein Funktionär der Deutschen Kommunistischen Partei. Er galt gemeinsam mit Robert Steigerwald als Parteitheoretiker der DKP.

## Leben
Gerns wurde 1930 als Sohn einer Arbeiterfamilie in Hannover geboren. Während seine Mutter eher christlich orientiert war, war Gerns Vater, ein Arbeiter, Mitglied der Roten Hilfe und später im KZ Emsland inhaftiert.
Er besuchte die Oberschule, begann eine Zimmermannslehre, die er wegen der Versorgung der Familie abbrechen musste. Ab 1949 war er Mitglied in FDJ und KPD und politisch tätig als Funktionär der dann bald verbotenen FDJ und der KPD; wegen Verstoßes gegen das FDJ-Verbot und das 1956 vom Bundesverfassungsgericht ausgesprochene KPD-Verbot erhielt er eine Haftstrafe von insgesamt 29 Monaten. Er war von 1955 bis 1957 nach viermonatiger Untersuchungshaft in Lüneburg 20 Monate in der Justizvollzugsanstalt Wolfenbüttel sowie nach weiteren Verurteilungen fünf Monate in Hannover und Bremen inhaftiert. Er hat an einem Ein-Jahres-Lehrgang an der Parteihochschule „Karl Marx“ teilgenommen und später die Leninschule in Moskau besucht mit anschließenden Prüfungen als Fachübersetzer für Wirtschaftswissenschaften und als Diplom-Ökonom. Zwischenzeitlich war er beruflich bei den Vereinigten Leichtmetallwerken und bei den Pelikan-Werken in Hannover sowie als Technischer Zeichner in einem Ingenieurbüro tätig. Als Sprecher der Vertrauensleute der IG Metall in den Vereinigten Leichtmetallwerken wurde er wegen eines beschlossenen Warnstreiks gegen die Krankenkassenreform zu fünf Monaten Gefängnis verurteilt. Dem Gericht zufolge hatte der Angeklagte durch seine Mitwirkung am Warnstreik die verbotene KPD gefördert. Von 1968 bis 1990 war er Mitglied des Parteipräsidiums sowie Sekretär des Parteivorstandes der DKP.  Als Autor zahlreicher Bücher und Zeitschriftenartikel zu verschiedenen politischen und gesellschaftswissenschaftlichen Themen hatte er großen Einfluss auf die innerparteilichen Diskussionen und die Strategiedebatten der deutschen Linken. Seine 1972 zusammen mit Robert Steigerwald geschriebene Schrift Probleme der Strategie des antimonopolistischen Kampfes war die erste umfassende Darstellung der DKP-Strategie nach ihrer Gründung 1968. Bis zu seinem Ausscheiden aus gesundheitlichen Gründen 2018 gehörte er dem Herausgeberkreis und der Redaktion der Zeitschrift   Marxistische Blätter an und war als Referent bei marxistischen Bildungsgemeinschaften tätig. 
Gerns war verheiratet mit Annegret Gerns (1935–2021). Ihre gemeinsame Tochter Ditte Gerns ist Historikerin und lebt seit 1963 in Bremen.
Willi Gerns hat um seine Rehabilitierung gekämpft und an Demonstrationen in Lüneburg vor dem Landgericht teilgenommen.
Er unterstützte die Arbeit der Gedenkstätte in der JVA Wolfenbüttel: Gerns berichtete im Jahr 2018 in einem lebensgeschichtlichen Video-Interview von seinen Hafterfahrungen, stellte Dokumente für die neue Dauerausstellung zur Verfügung.

## Veröffentlichungen (Auswahl)
- mit Robert Steigerwald: Antimonopolistischer Kampf heute, 1983, ISBN 978-3880126770
- Krise der bürgerlichen Ideologie und ideologischer Kampf in der BRD, Frankfurt/Main 1976, ISBN 978-3880124059
- Klassenbewußtsein und Partei der Arbeiterklasse, Frankfurt/Main 1978, ISBN 978-3880125490
- mit Robert Steigerwald: Probleme der Strategie des antimonopolistischen Kampfes, Frankfurt/Main 1973, ISBN 978-3880124967
- Für eine sozialistische Bundesrepublik. Fragen und Antworten zur Strategie und Taktik der DKP, Frankfurt/Main 1976, ISBN 978-3880124660
- mit Günther Weiß, Robert Steigerwald: Opportunismus heute, Frankfurt/Main 1974, ISBN 978-3880122994
- Krise der bürgerlichen Ideologie und idelogischer Kampf in der BRD, Frankfurt/Main 1976, ISBN 3-88012-405-1
- mit Weiß, Robert Steigerwald: Opportunismus heute, Frankfurt/Main 1974, ISBN 978-3880122994
- mit Manfred Bruhns (Hrsg.): Krise der bürgerlichen Ideologie und idelogischer Kampf in der BRD, Frankfurt/Main 1976, ISBN 9783880124059
- mit Dieter Boris, Heinz Jung (Hrsg.): Keiner redet vom Sozialismus. Aber wir. Die Zukunft marxistisch denken, Bonn 1992, ISBN 9783891441305
- Kapitalismus in der Krise, Frankfurt/Main 1974, ISBN 9783880123182
- mit Hans Heinz Holz, Thomas Metscher, Werner Seppmann (Hrsg.): Philosophie und   Politik – Festschrift für Robert Steigerwald, Essen 2005, ISBN 9783910080560
- mit Frank Deppe, Heinz Jung (Hrsg.): Marxismus und Arbeiterbewegung. Josef Schleifstein zum 65. Geburtstag,  Frankfurt/Main 1980, ISBN 9783880126053
- Revolutionäre Strategie in nichtrevolutionären Zeiten, Essen 2015, ISBN 978-3910080850